# 539 (tal)
539 är det naturliga heltal som följer 538 och följs av 540.

## Matematiska egenskaper
- 539 är ett udda tal.
- 539 är ett sammansatt tal.
- 539 är ett defekt tal.

## Inom vetenskapen
- 539 Pamina, en asteroid.